# Grégory Bengaber
Grégory Bengaber (nacido el 5 de marzo de 1997 en Les Abymes, Guadalupe) es un jugador de baloncesto francés que actualmente pertenece a la plantilla del Union Tarbes Lourdes PB de la NM1 francesa. Con 1,86 metros de altura juega en la posición de Base.

## Trayectoria profesional

### Centre Fédéral du Basket-Ball
Ha estado jugando con el CFBB en la NM1, la tercera división francesa, de 2011 a 2015. En su dos últimas temporadas (2013-2014 y 2014-2015) ha jugado 55 partidos con unos promedios de 2,9 puntos, 1,8 rebotes y 1,4 asistencias en 17,5 min de media.
En 2014 jugó con INSEP el torneo de Belgrado, donde en 5 partidos promedió 1 puntos, 2,4 rebotes y 3 asistencias. En 2015 jugó con INSEP el torneo de Kaunas y el Adidas Next Generation. En Kaunas jugó 4 partidos, en los que promedió 3,2 puntos, 2 rebotes y 1,7 asistencias, y en el Adidas Next Generation promedió 1 punto, 1 rebote y 1 asistencia en 3 partidos jugados.

### Le Mans Sarthe Basket
En el verano de 2015, el Le Mans Sarthe Basket que juega en la Pro A y en la Eurocup, apostó por él como jugador de futuro.

## Selección nacional
Con las categorías inferiores de la selección francesa ha jugado el Europeo-Sub-16 de 2013 celebrado en Ucrania, donde quedaron en 5ª posición y el Mundial Sub-17 de 2014 celebrado en los Emiratos Árabes Unidos, donde quedaron en 8ª posición.
En 2013 jugó 6 min de media en 6 partidos en los que apenas aportó, mientras que en 2014 jugó 16,5 min de media con un promedio de 2,4 puntos y 2,7 rebotes en 7 partidos.